# 明治44年度軍備補充費
明治44年度軍備補充費（めいじ44ねんどぐんびほじゅうひ）は、大日本帝国海軍の1911年（明治44年）以降の軍備計画、軍備補充予算。
当初は1910年（明治43年）まで並行して実施されていた海軍拡張計画の第三期拡張計画、明治40年度補充艦艇費および日露戦争の明治37年度臨時軍事費による艦艇補足費を打ち切り統合した建艦予算であったが大正期に計画が拡張された。

## 内容
1905年（明治38年）日露戦争で日本は勝利を収めた。しかし、戦後は列強海軍の建艦競争が急激に進展した。先ず、1906年（明治39年）イギリスが戦艦ドレッドノートを建造すると、その画期的な設計思想は大艦巨砲主義として列強海軍の戦艦設計思想に影響を与えた。結果、列強海軍は建艦計画を変更し、弩級戦艦および改良を加えた最新型として超弩級戦艦を建造することとなった。
列強各国の建艦計画では、ドイツ帝国は艦隊法を以て1917年を目途に艦隊の完成を目指していた。対岸の英国はこれを警戒しイギリス政府はイギリス議会の後押しもあり海軍力の優勢を失わないため建艦計画を増強した。また、フランスは1925年を目指した建艦計画に加えて、1917年に新たな拡張計画を立てた。アメリカ合衆国も並んで建艦を推進し、年間2隻以上のペースで戦艦を建造していた。日露戦争で壊滅したロシア帝国海軍も再興計画を立てており、その他列強以外の国の海軍も弩級戦艦の建造に着手していた。これら列強の建艦競争に対して日本の既定の建艦計画は、海軍拡張計画（第三期拡張）、明治40年度補充艦艇費、日露戦争の臨時軍事費による艦艇補足費の三計画であり、1910年（明治43年）の時点で以下の艦艇の建造が計画及び建造中であった。
- 戦艦：1隻
- 装甲巡洋艦：2隻
- 二等巡洋艦：1隻
- 駆逐艦：2隻
- 潜水艇：2隻

しかし、これら計画はいずれも列強の建造計画の革新以前のものであり、弩級の戦艦および巡洋艦と二国標準による列強の建艦計画に対抗するためには日本も艦型の更新および建造数のが必要であった。
| 国             | 主力海軍艦艇の総トン数（トン） | 主力海軍艦艇の総トン数（トン）               |
| 国             | 1910年度 （明治43年度）        | 既定計画による想定 ～1917年度 （明治50年度） |
| -------------- | ------------------------------ | -------------------------------------------- |
| イギリス       | 58万3450                       | 136万7450                                    |
| フランス共和国 | 5万6000                        | 42万0000                                     |
| 大日本帝国     | 7万8600                        | 11万7900                                     |
| アメリカ合衆国 | 21万4580                       | 60万6580 又は63万4580                        |
| ドイツ帝国     | 32万4100                       | 77万2100                                     |

1910年（明治43年）5月13日、斎藤実海軍大臣は桂太郎内閣総理大臣に以上の国際的な海軍の建造計画の趨勢などから海軍が立てた以下の新充実計画案を提出した。
- 一等戦艦：7隻
- 一等巡洋艦：3隻
- 二等巡洋艦：4隻
- 特務巡洋艦：1隻
- 駆逐艦：26隻
- 潜水艇：10隻

しかし、財政の都合上からこれは却下され、この時点で実施されていた海軍拡張計画の第三期拡張計画、明治40年度補充艦艇費および日露戦争の明治37年度臨時軍事費による艦艇補足費を統合および新型艦型への変更の追加予算を増額した軍備補充費を設定し1911年（明治44年）度以降1916年（明治49年）度までの継続費として2億4867万3581円を予算に計上することとした。この予算は第27回帝国議会に提出し協賛を得て成立した。
- 一等戦艦：3隻
- 一等巡洋艦：5隻
- 二等巡洋艦：3隻
- 特務巡洋艦：2隻
- 駆逐艦：6隻
- 潜水艇：6隻

以降、1911年（明治44年）9月、斎藤海軍大臣は再度、新充実計画を西園寺公望内閣総理大臣に提出した。緊急を認めるとして戦艦3隻の予算9000万円が1913年（明治46年）以降に計上するとしたが、残る項目は1916年（明治49年）以降の予算に計上するとされるに留まった。翌1912年（大正元年）11月5日、斎藤海軍大臣は再度同上の計画を閣議に提出したが進展することはなかった。同年12月、西園寺内閣が陸軍の二個師団増設問題で総辞職すると、第3次桂内閣、第1次山本内閣が相次いで成立、第30回帝国議会に於いて戦艦3隻の建艦予算の協賛を得た。
1913年（大正2年）にも海軍は新充実計画に基づく要求を内閣および議会に行うが、内閣で原案から約半分へ予算が圧縮されるだけだけでなく、シーメンス事件や陸海軍軍備の不均衡問題等が重なり第31回帝国議会の貴族院において予算が否決された。
1914年（大正3年）3月、第31回帝国議会で否決された海軍軍備補充予算について衆議院と貴族院の議決が異なり両議院において妥結ができなかったことに端を発し、6月23日防務会議が設置され、陸海軍軍備の不均衡問題について陸海軍の軍備計画の重要事項については防務会議において審議することとした。7月、八代六郎海軍大臣が政府に帝国海軍充実に関する議を提出した。この提議に対し防務会議は建造中の戦艦3隻および駆逐艦6隻、潜水艇2隻の軍備補充費を予算に計上すると決定した。この予算は第35回帝国議会に提出され衆議院で可決されたが、陸軍二個師団増設問題で衆議院が解散されたため、予算は不成立となったが、1915年（大正4年）5月に召集された第36回帝国議会において若干の修正のうえで可決された。
| 艦種       | 新充実計画案        | 軍備補充費          | 軍備補充費         | 軍備補充費         |
| 艦種       | 1910年 （明治43年） | 1911年 （明治44年） | 1913年 （大正2年） | 1915年 （大正5年） |
| ---------- | ------------------- | ------------------- | ------------------ | ------------------ |
| 戦艦       | 7                   | 4                   | 7                  | 7                  |
| 一等巡洋艦 | 2                   | 5                   | 5                  | 5                  |
| 二等巡洋艦 | 5                   | 3                   | 3                  | 3                  |
| 特務巡洋艦 | 2                   | 2                   | 2                  | 2                  |
| 駆逐艦     | 26                  | 6                   | 6                  | 14                 |
| 潜水艇     | 10                  | 6                   | 6                  | 8                  |

## 建造艦艇
*は予算統合以前に建造が計画、着手されていたもの。

### 戦艦
- 超弩級：扶桑型（扶桑*、山城）、伊勢型（伊勢、日向）
- 弩級：河内型（摂津*）
- 前弩級：薩摩型（薩摩*、安芸*）

### 装甲巡洋艦⇒巡洋戦艦[注 2]
- 超弩級：金剛型（金剛*、比叡*、榛名*、霧島*）
- 前弩級：鞍馬型（鞍馬*）

### 二等巡洋艦
- 筑摩型防護巡洋艦（筑摩*、矢矧*、平戸*）

### 砲艦
- 鳥羽*、嵯峨*

### 一等駆逐艦
- 浦風型（浦風*、江風*[注 3]）
- 海風型（海風*、山風*）
- 磯風型（磯風、浜風、天津風、時津風）

### 二等駆逐艦
- 桜型（桜*、橘*）
- 桃型（桃、樫、檜、柳）

### 潜水艇
- 波三型潜水艦（第10潜水艇*、第11潜水艇*、第12潜水艇*）
- 波六型潜水艦（第13潜水艇*）
- 波九型潜水艦（第14潜水艇（初代）*[注 4]、第14潜水艇[注 5]、第15潜水艇*）
- 波七型潜水艦（第16潜水艇[注 6]、第17潜水艇[注 6]）
- 呂一型潜水艦（第18潜水艇、第21潜水艇）

### 潜水母艦
- 駒橋*

### 運送艦
- 志自岐